# Rannersdorf (Gemeinde Schwechat)
Rannersdorf ist eine Katastralgemeinde der Stadt Schwechat und eine Ortschaft mit 3034 Einwohnern (Stand 1. Jänner 2024) südöstlich von Wien. Der Ort liegt im Bezirk Bruck an der Leitha in Niederösterreich.

## Geografie
Rannersdorf liegt im Industrieviertel in Niederösterreich im Süden Wiens. Die Ortschaft hat eine Fläche von 4,12 Quadratkilometer.

## Geschichte

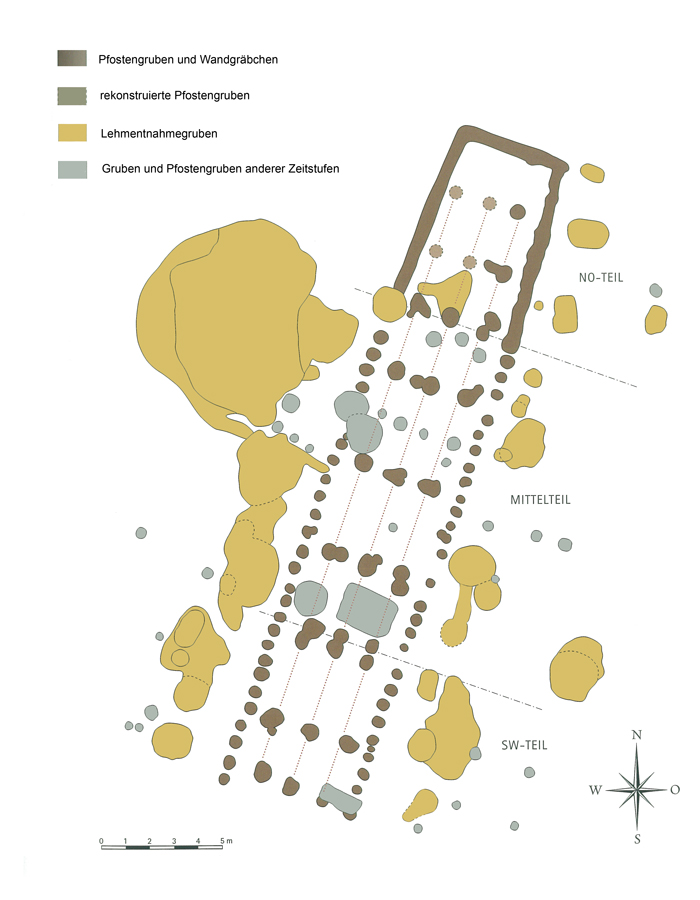
Hausgrundriss LBK

Die Fundstelle Rannersdorf ist ein Areal südlich von Schwechat, auf dem 2001 und 2002 eine großflächige Rettungsgrabung zur Dokumentation archäologischer Befunde und deren Bergung durchgeführt wurde. Es wurden Siedlungsreste und Gräber beginnend vom frühen Neolithikum bis in die späte Bronzezeit (5300–750 v. Chr.) gefunden und dokumentiert.

## Öffentliche Einrichtungen
In der Ortschaft gibt es unter anderem ein Abfallzentrum, zwei Kindergärten, eine Tagesbetreuungseinrichtung für Kleinkinder und eine Volksschule. Des Weiteren ist Rannersdorf bekannt für das Rudolf-Tonn-Stadion, das eine Kapazität von 7000 Plätzen hat.